# Naturschutzgebiet Lippeaue von Stockum bis Werne
Das Naturschutzgebiet Lippeaue von Stockum bis Werne liegt auf dem Gebiet der Städte Bergkamen und Werne im Kreis Unna in Nordrhein-Westfalen. Das etwa 188 ha große Gebiet wurde im Jahr 2007 unter der Schlüsselnummer UN-056 unter Naturschutz gestellt. Es erstreckt sich südöstlich und östlich der Kernstadt Werne und südlich von Stockum, einem Ortsteil von Werne, entlang der Lippe. Unweit südlich fließt der Datteln-Hamm-Kanal, etwas weiter südlich verläuft die Landesstraße L 736.